# ولاد میریتا
ولاد میریتا (به انگلیسی: Vlad Miriță) (زاده ۲ اوت ۱۹۸۱) خواننده رومانیایی است.
او در مسابقه آواز یوروویژن ۲۰۰۸ نماینده رومانی بود.